# 武家屋敷通り (南九州市)

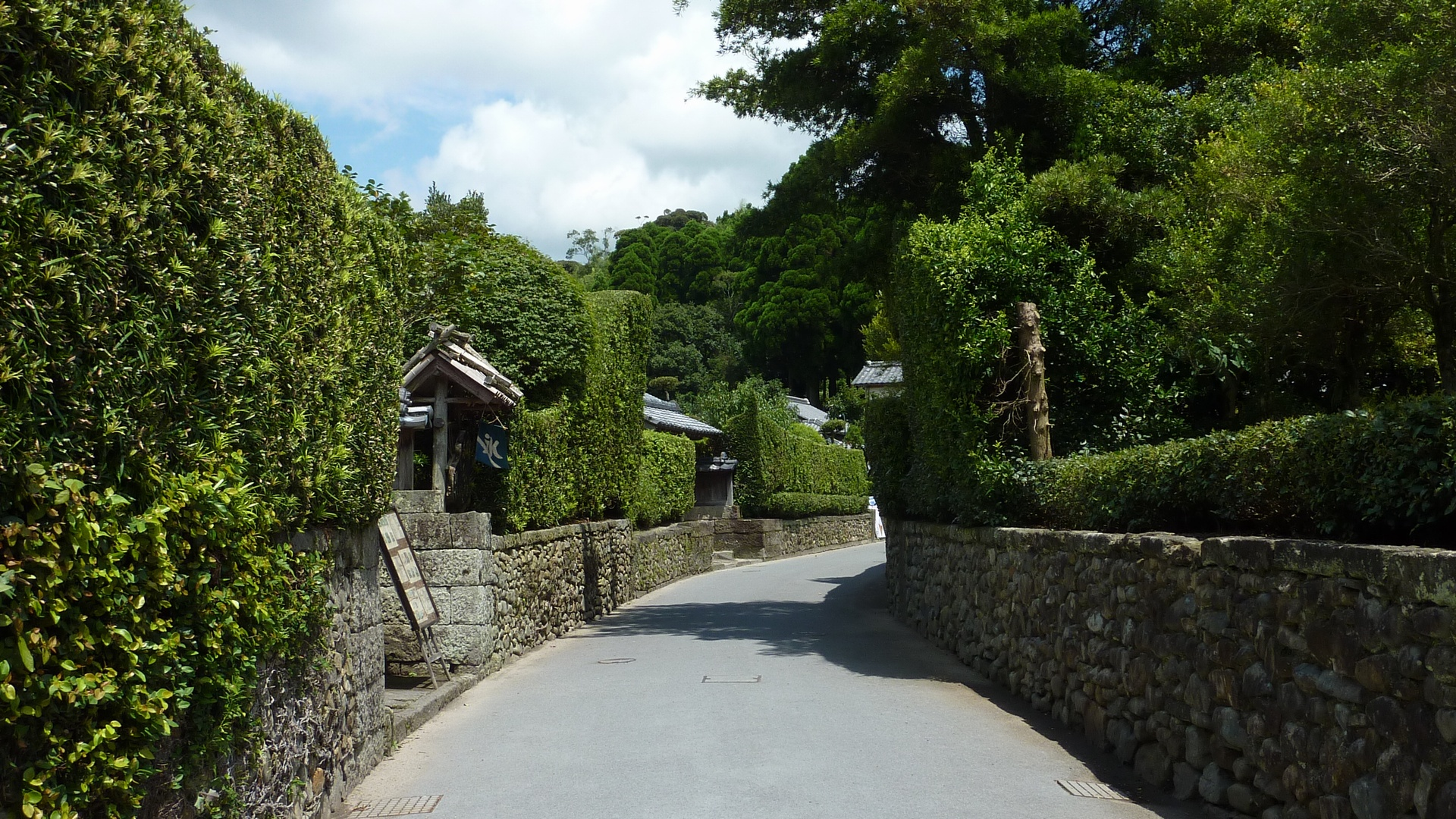
知覧の麓集落（2010年8月）

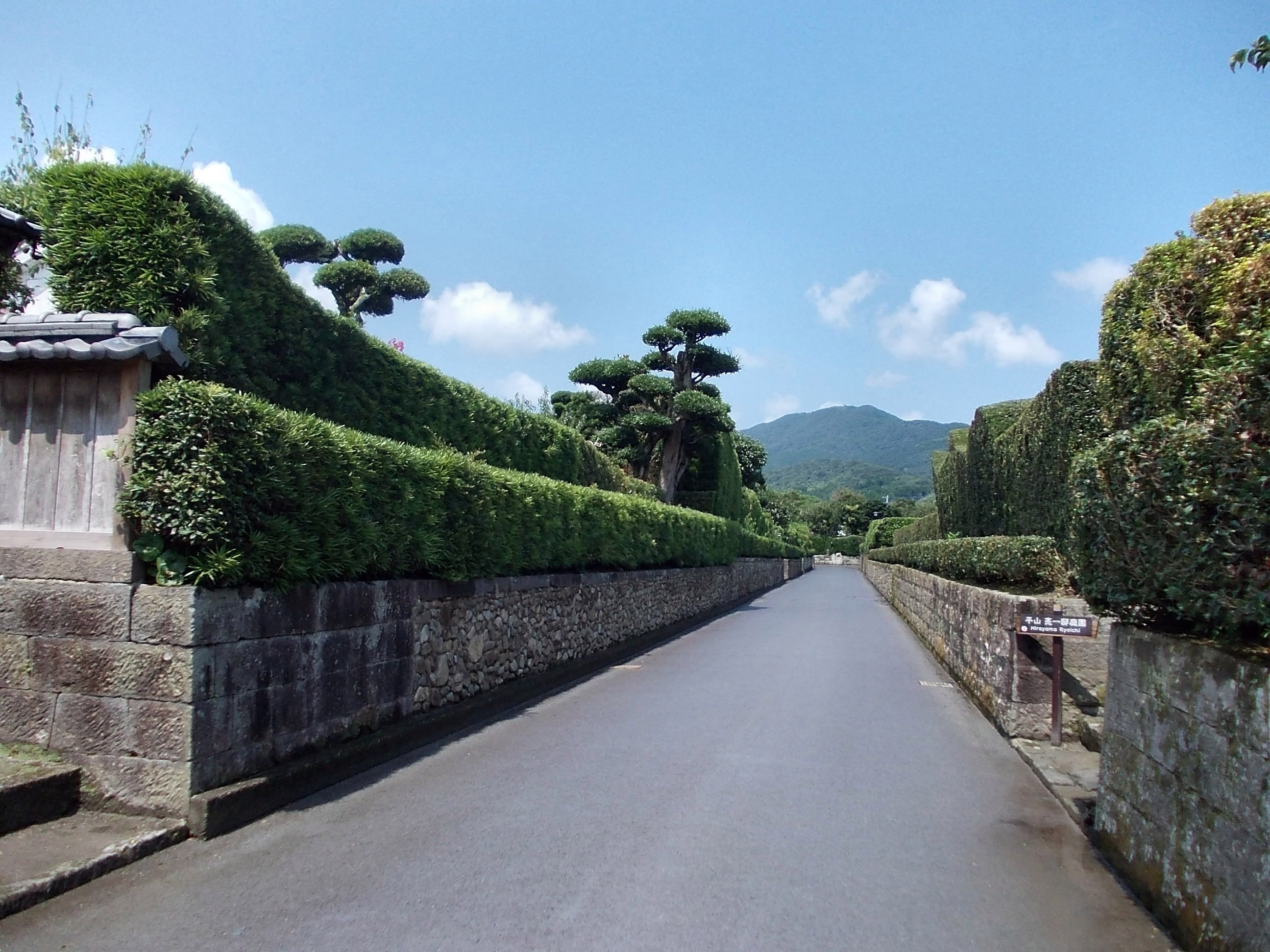
武家屋敷通り（2011年7月）

武家屋敷通り（ぶけやしきどおり）は、鹿児島県南九州市知覧町郡にある道路。行政上の正式な路線名は、南九州市道城馬場線（しろばばせん）、通称・武家屋敷通り線という。重要伝統的建造物群保存地区の中を東西に通る延長約0.8kmの侍町の通りであり、薩摩藩による藩政時代は、鹿児島への往来に使われた街道でもある。

## 概要
知覧は「薩摩の小京都」とも呼ばれている。徳川幕府時代、薩摩藩（島津77万石）は領地を外城と呼ばれる113の地区に分け、地頭や領主の屋敷である御仮屋を中心に「麓」と呼ばれる武家集落を作り、鹿児島に武士団を集結させることなく分散して統治にあたらせた。知覧もその外城の一つであり、薩摩藩の中でも重要な役目を果たした第十六代佐多久達の時代に島津姓の使用と私領地化が許され、城塁型の区画が形成された。現在に残る武家屋敷群は、第十八代知覧領主・島津久峰の時代につくられたもので、折れ曲がった本馬場通りに沿って連なる石垣と大刈り込みの生垣に当時の面影が残る。1981年（昭和56年）11月に、国の重要伝統的建造物群保存地区の選定を受けている。
武家屋敷通りの沿線には、名勝庭園として国の指定を受けた武家屋敷が、石垣とイヌマキの生け垣に囲まれており、700メートルにわたって集落を形成している。
南九州市が誕生する以前の知覧町の時代のときから、行政と地域住民による、官民一体の歴史的建造物や景観の保全に配慮した街づくりが行われており、武家屋敷通り線に建っていた電柱の移設や、排水施設の地下埋設が行われている。また路面舗装についても、周辺の石垣や生け垣に調和させるために、シラス色とよばれる名勝庭園の庭土と同じ色合いの特殊舗装が施されている。通りの最東端に位置し、平行する鹿児島県道23号谷山知覧線と接続する麓川に架かる橋には、高欄や橋面に地元産の石が使われていて、武家屋敷群との一体感が図られている。1986年（昭和61年）8月10日に、旧建設省と「道の日」実行委員会により制定された「日本の道100選」に選定されているほか、昭和61年度手づくり郷土賞（人と風土が育てた家並）受賞。また、
並行して流れる「清流溝と池」で、昭和63年度手づくり郷土賞（やすらぎとうるおいのある歩道）受賞。	

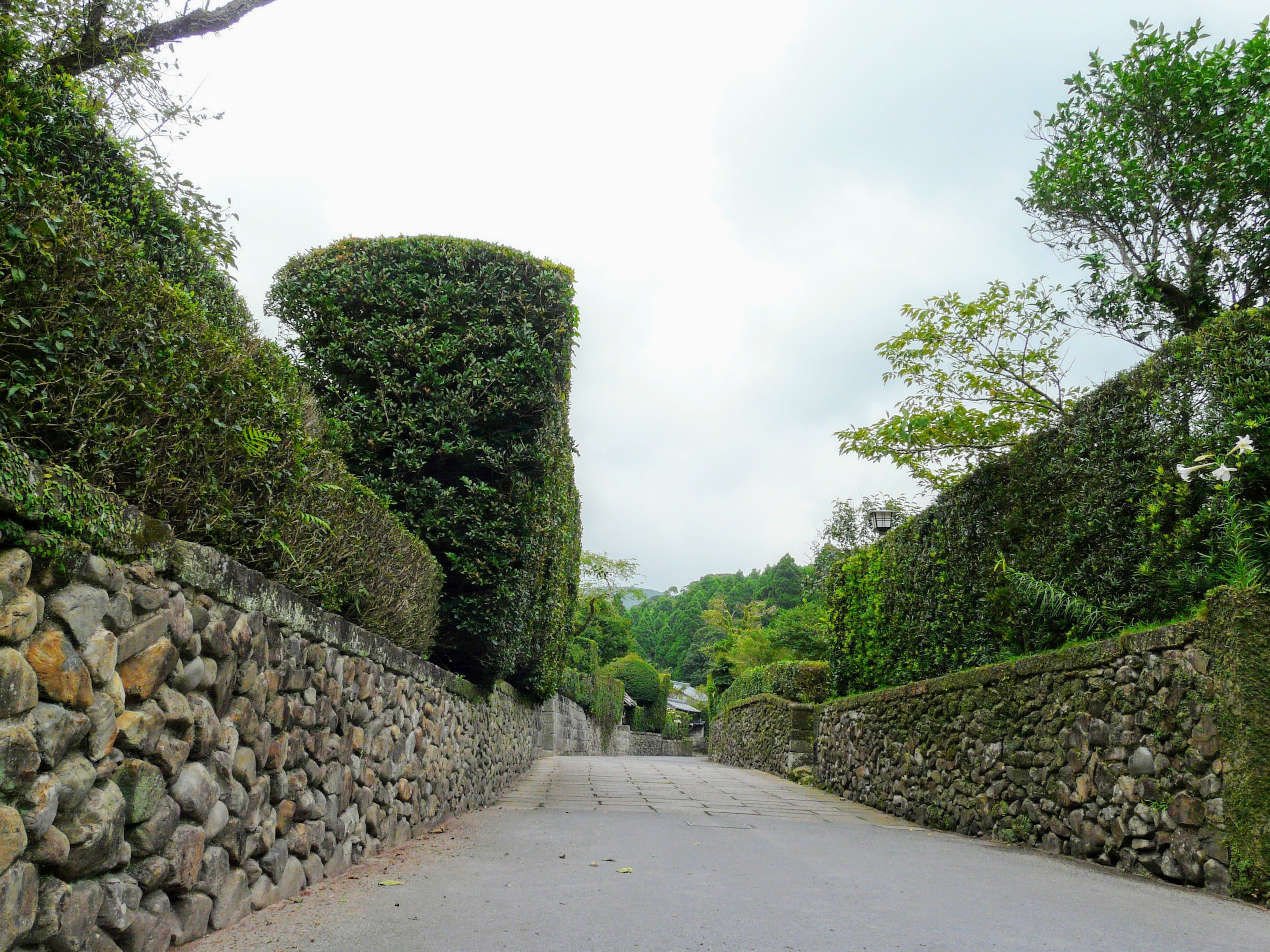
武家屋敷通り
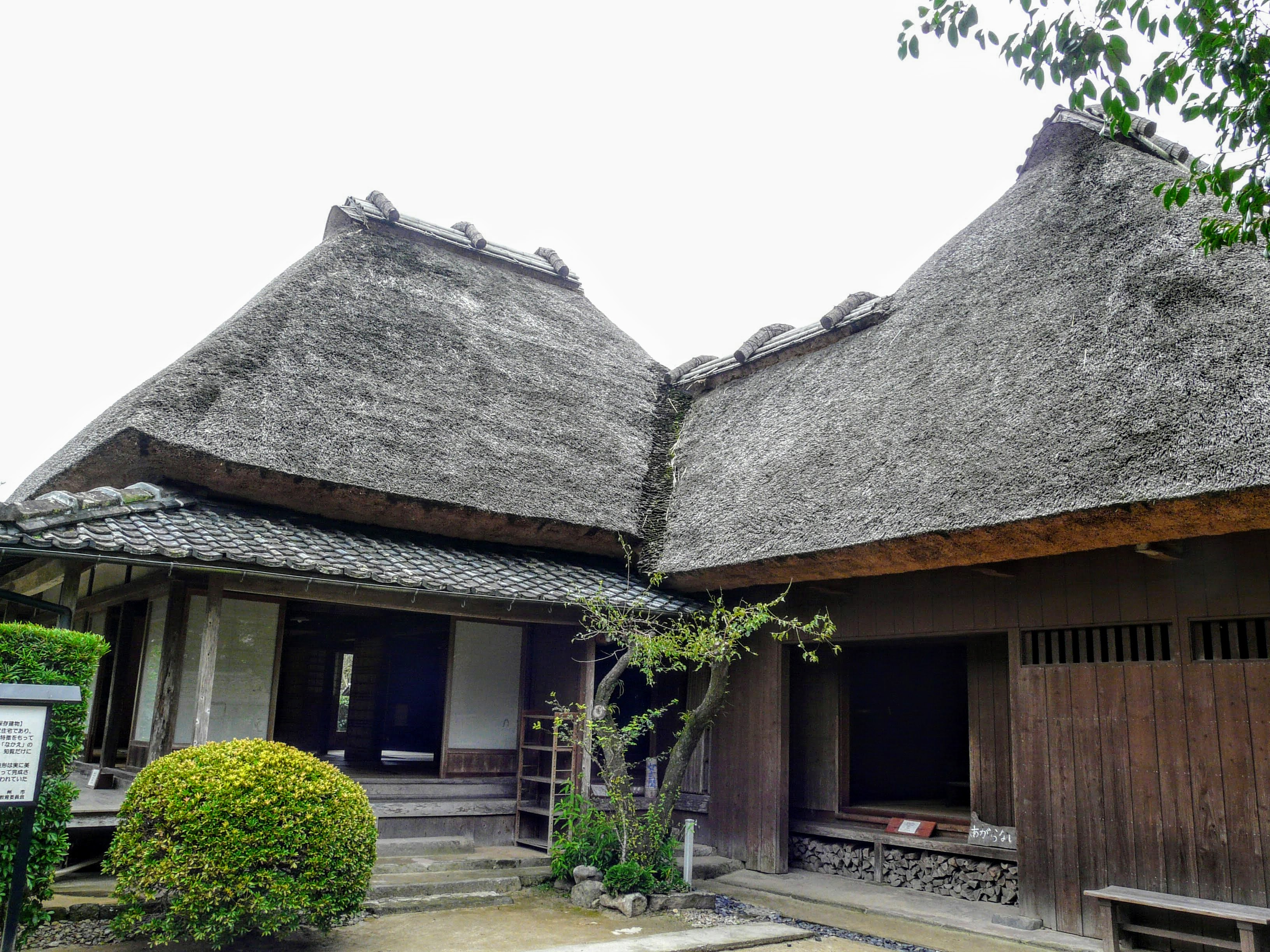
重要伝統的建造物群保存地区内にある旧高城家住宅
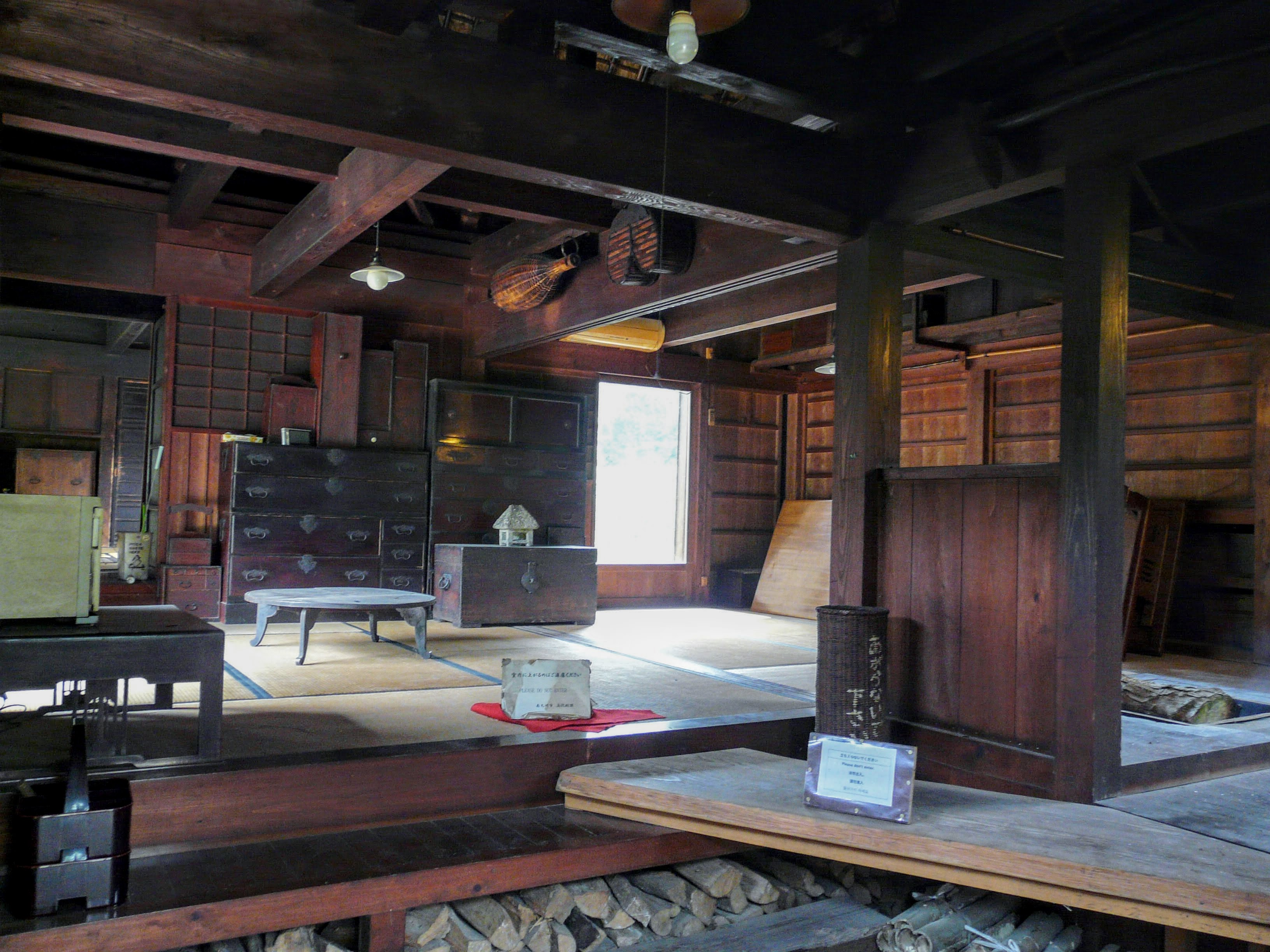
旧高城家住宅内部

## 文化財
- 1975年（昭和50年）6月16日、知覧武家屋敷庭園保存会が発足[5]。
- 1981年（昭和56年）2月23日[6]、7庭園が「知覧麓庭園」として、国の名勝（史跡名勝天然記念物）に指定された[5]。県内では、鹿児島市の仙巌園（磯庭園）に続いて2番目の指定といわれる[7]。
- 1981年（昭和56年）11月30日、武家屋敷群（武家屋敷通りの周囲）18.6ヘクタールが、国の重要伝統的建造物群保存地区に選定された[2][5][8]。
- 1986年（昭和61年）、「日本の道100選」に選ばれ、「手づくり郷土賞」（人と風土が育てた家並）を受賞[5][9]。

## 知覧武家屋敷庭園

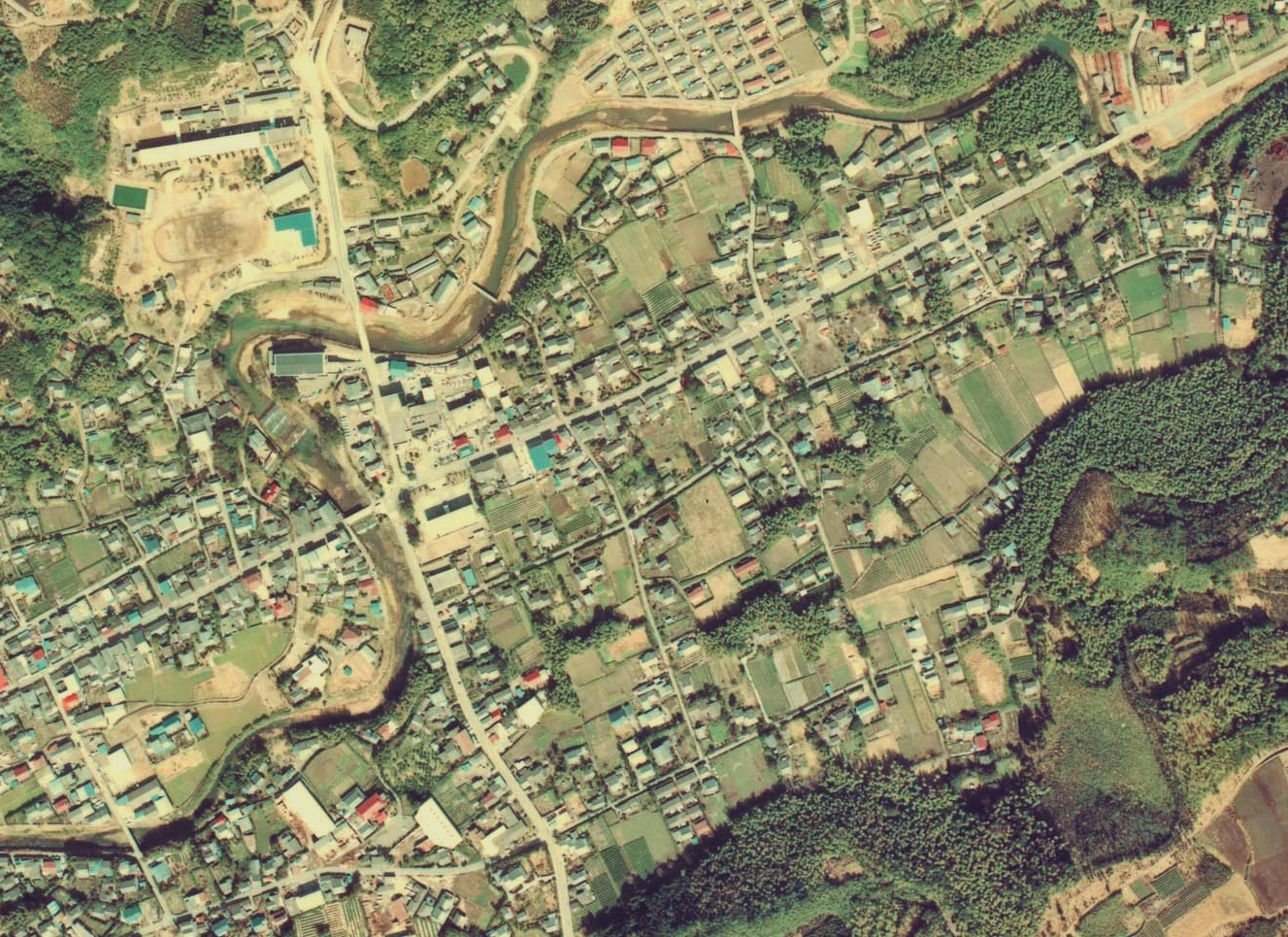
知覧武家屋敷通り周辺の空中写真。1974年撮影。
。

母ヶ岳（標高517m）を借景として1700年代から1800年代初めに作られたとされる、7つの庭園が名勝指定されている。
森氏庭園（池泉式庭園）を除く6庭園は、枯山水式庭園である。琉球庭園に通ずる手法が用いられているという指摘もある。

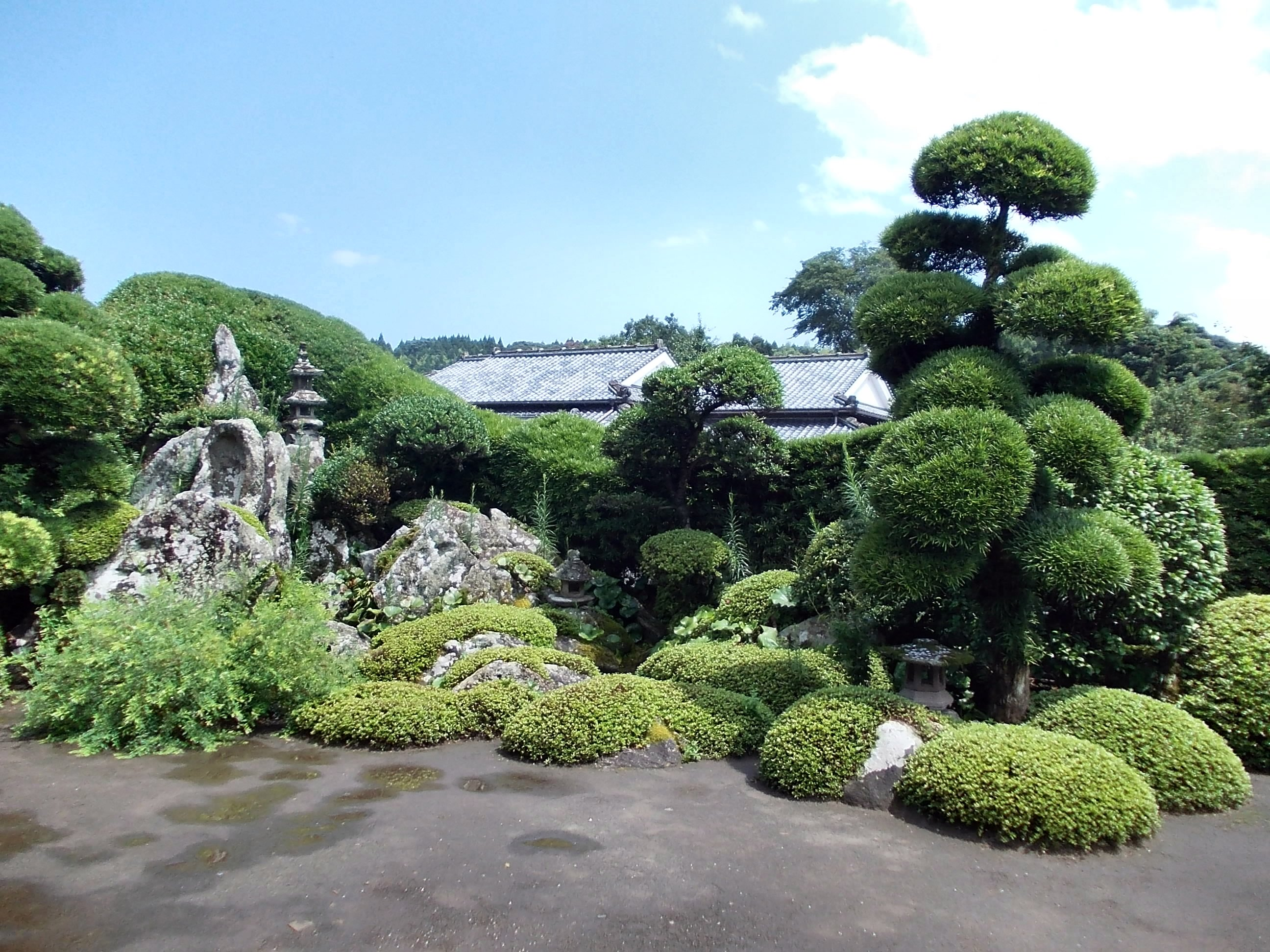
庭園（2011年7月）
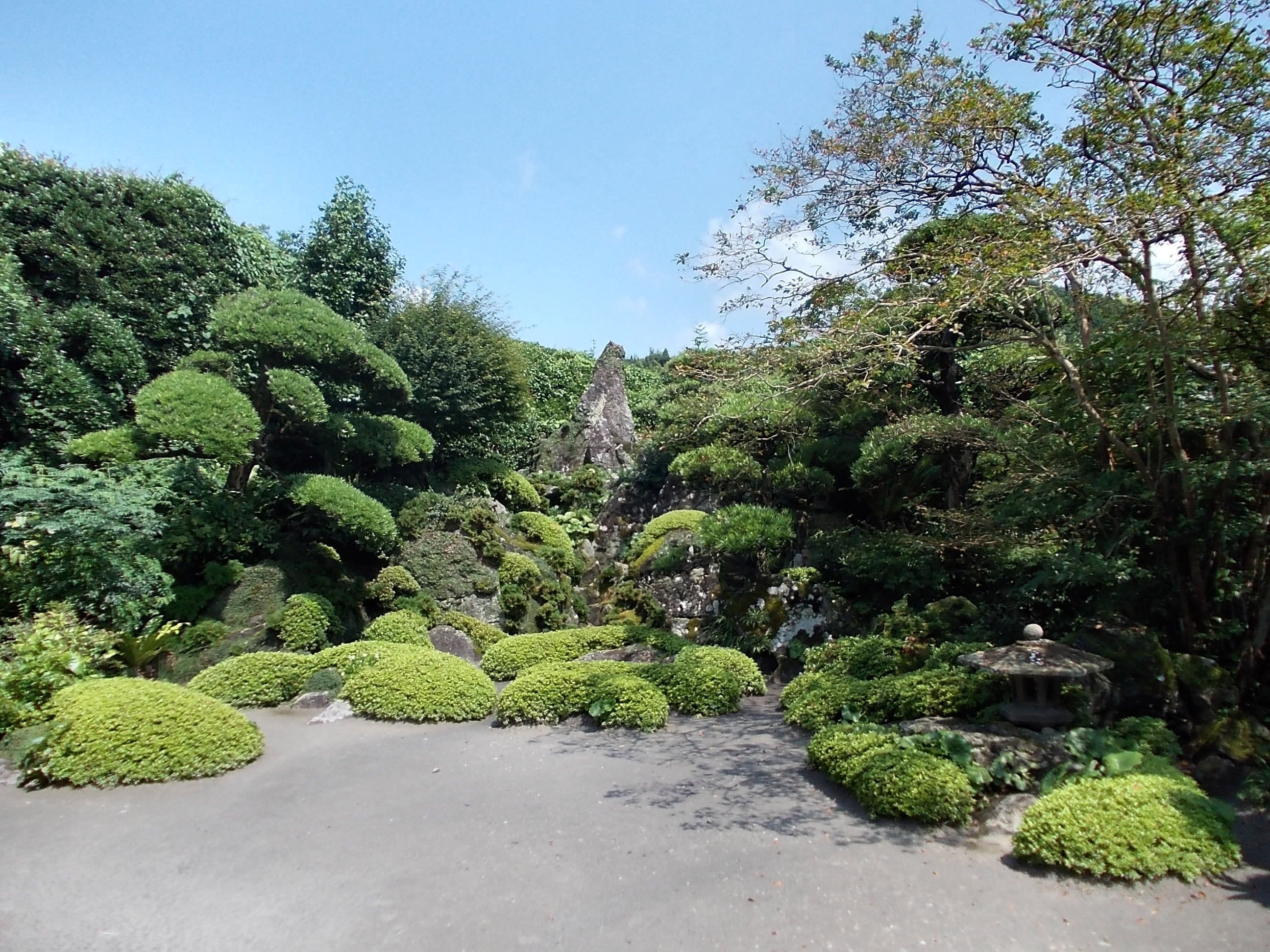
庭園（2011年7月）

1. 西郷恵一郎（さいごう けいいちろう）庭園
2. 平山克己（ひらやま かつみ）庭園
3. 平山亮一（ひらやま りょういち）庭園
4. 佐多美舟（さた みふね）庭園
5. 佐多民子（さた たみこ）庭園
6. 佐多直忠（さた なおただ）庭園
7. 森重堅（もり しげみつ）庭園

この他、平山ソヨ庭園などがある。
- 庭園（2011年7月）
- 庭園（2011年7月）

## ドキュメンタリー
- 新日本紀行「武家屋敷ずまい〜鹿児島県・知覧町〜」（1976年6月14日、NHK）[12]